# Daughter (band)
 For alternative betydninger, se Daughter. (Se også artikler, som begynder med Daughter)
Daughter er et band fra London. Bandet blev etableret som et soloprojekt af Elena Tonra, men er i dag en trio med guitaristen Igor Haefeli og trommeslageren Remi Aguilella. Bandet udgav tre EP'er i 2010 og 2011, og udgav i 2013 debutalbummet If You Leave.

## Diskografi
- Demos (EP) (2010)
- His Young Heart (EP) (2011)
- The Wild Youth (EP) (Communion, 2011)
- Smother (Single/EP) (4AD, 2012)
- If You Leave (LP) (4AD, 2013)

## Medlemmer
- Elena Tonra - vokal, guitar
- Igor Haefeli - guitar
- Remi Aguilella - trommer